# 469 Аргентина
469 Аргентина (лат. 469 Argentina) је астероид главног астероидног појаса. Приближан пречник астероида је 125,57 km,
а средња удаљеност астероида од Сунца износи 3,168 астрономских јединица (АЈ).
Инклинација (нагиб) орбите у односу на раван еклиптике је 11,703 степени, а орбитални период износи 2059,791 дана (5,639 година). Ексцентрицитет орбите астероида износи 0,167.
Апсолутна магнитуда астероида износи 8,62 а геометријски албедо 0,039.
Астероид је откривен 20. фебруара 1901. године.